# Pello (strömbrytare)

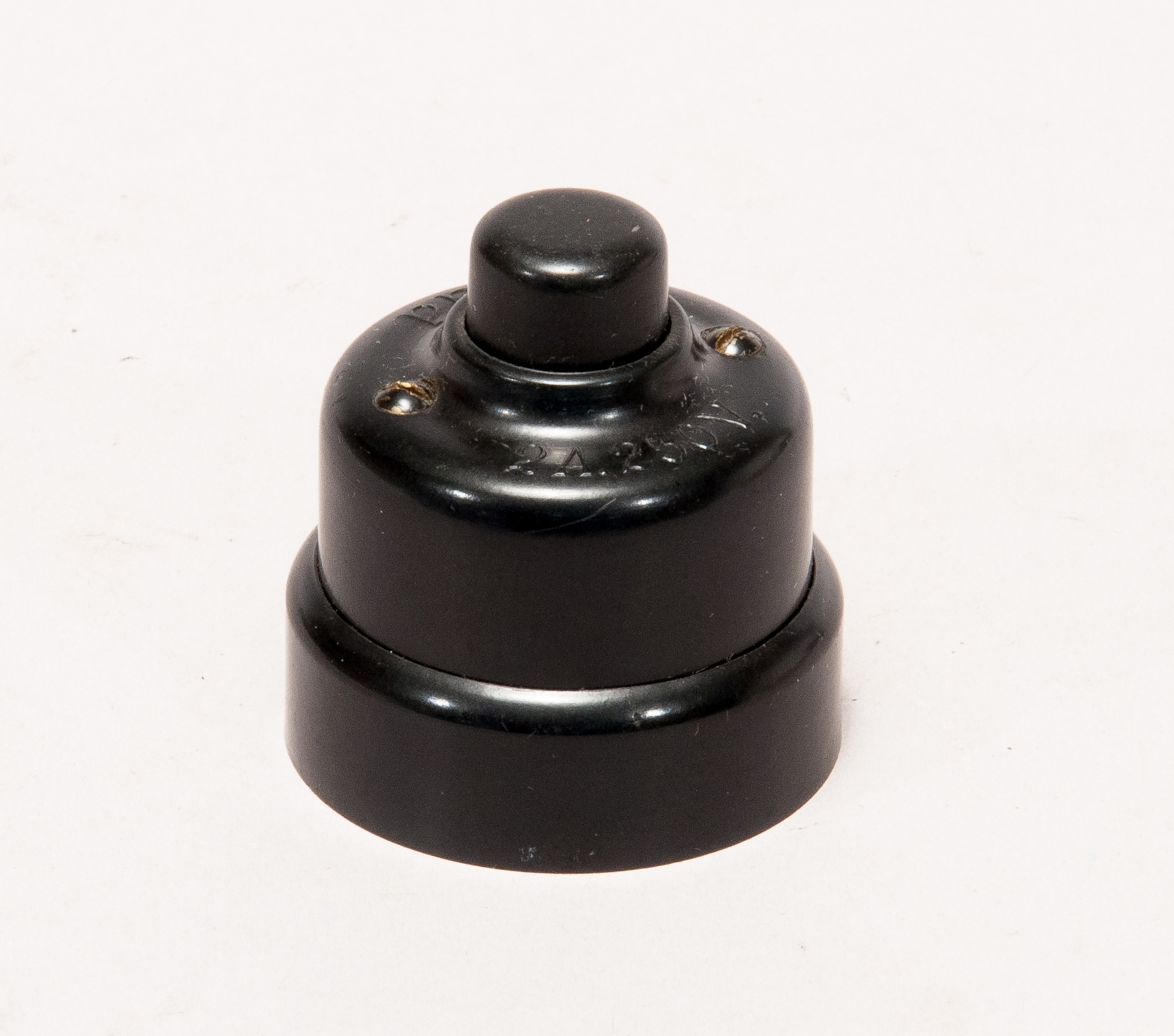
Pelloströmbrytare i svart bakelit från Tekniska Museets samlingar.

Pello var en typ av strömbrytare för nätspänning i svart eller vit bakelit som var mycket vanlig i Sverige under 1900-talet. Strömbrytaren uppfanns av verkmästaren H. Forsberg år 1921 och hade det svenska patentet SE 60391.
Strömbrytaren vidareutvecklades av AB Alpha i varianter med dubbla knappar. År 1929 köptes AB Alpha upp av Ericsson och Pelloströmbrytaren blev därmed en Ericssonprodukt.